# Institutet för byggdokumentation
Institutet för byggdokumentation, Byggdok, var en svensk stiftelse med huvuduppgiften att samla in och tillhandahålla information inom byggbranschen. Institutet bildades 1966 och lades ned vid årsskiftet 2003/2004. Bildandet skedde på svenska statens uppdrag och institutet finansierades huvudsakligen via Statens råd för byggnadsforskning (BFR). Nedläggningen skedde efter en omorganisation av forskningsrådsorganisationen där BFR lagts ner 1 januari 2001, och sedan förhandlingarna mellan institutet, Miljödepartementet och Kungliga Tekniska högskolan om fortsatt finansiering strandat. Byggdoks bibliotekssamlingar överfördes vid nedläggningen till Kungliga Tekniska högskolans bibliotek, och kallas där Byggdoksamlingen.

## Databasen Byggdok/Bygg Fastighet Miljö
Under 1970-talet började institutets kunskapsbank Bygg Fastighet Miljö byggas upp, och 1979 lanserades den online. Byggdok lanserades 1995 som en kommersiell databas på Internet, och skall ha varit Sveriges första kommersiella databas i denna form. 1997 bildades internetportalen Byggtorget.se och Byggdok hade vid detta tillfälle utökats med SGI-Line, en geoteknisk databas från Sveriges Geotekniska Institut.
Efter nedläggningen av Institutet för byggdokumentation drevs kunskapsbanken och portalen vidare av en privat aktör under åren 2004-2006. Vid årsskiftet 2006/2007 upphörde verksamheten i denna aktörs regi.
2010 återstartades Byggdoks kunskapsbank Bygg Fastighet Miljö i form av en databas tillgänglig via Internet, i ett samarbete mellan Lunds tekniska högskolas enhet för byggmaterial och högskolebiblioteket vid Högskolan i Halmstad. Innehållet var vid detta tillfälle 268 000 ämnesindexerade referenser från perioden 1966-2006, samt 120 poster från perioden 1900-1965.